# Proales minima
Proales minima är en hjuldjursart som först beskrevs av Montet 1915.  Proales minima ingår i släktet Proales och familjen Proalidae. Arten är reproducerande i Sverige. Inga underarter finns listade i Catalogue of Life.